# Wibautstraat 80-86

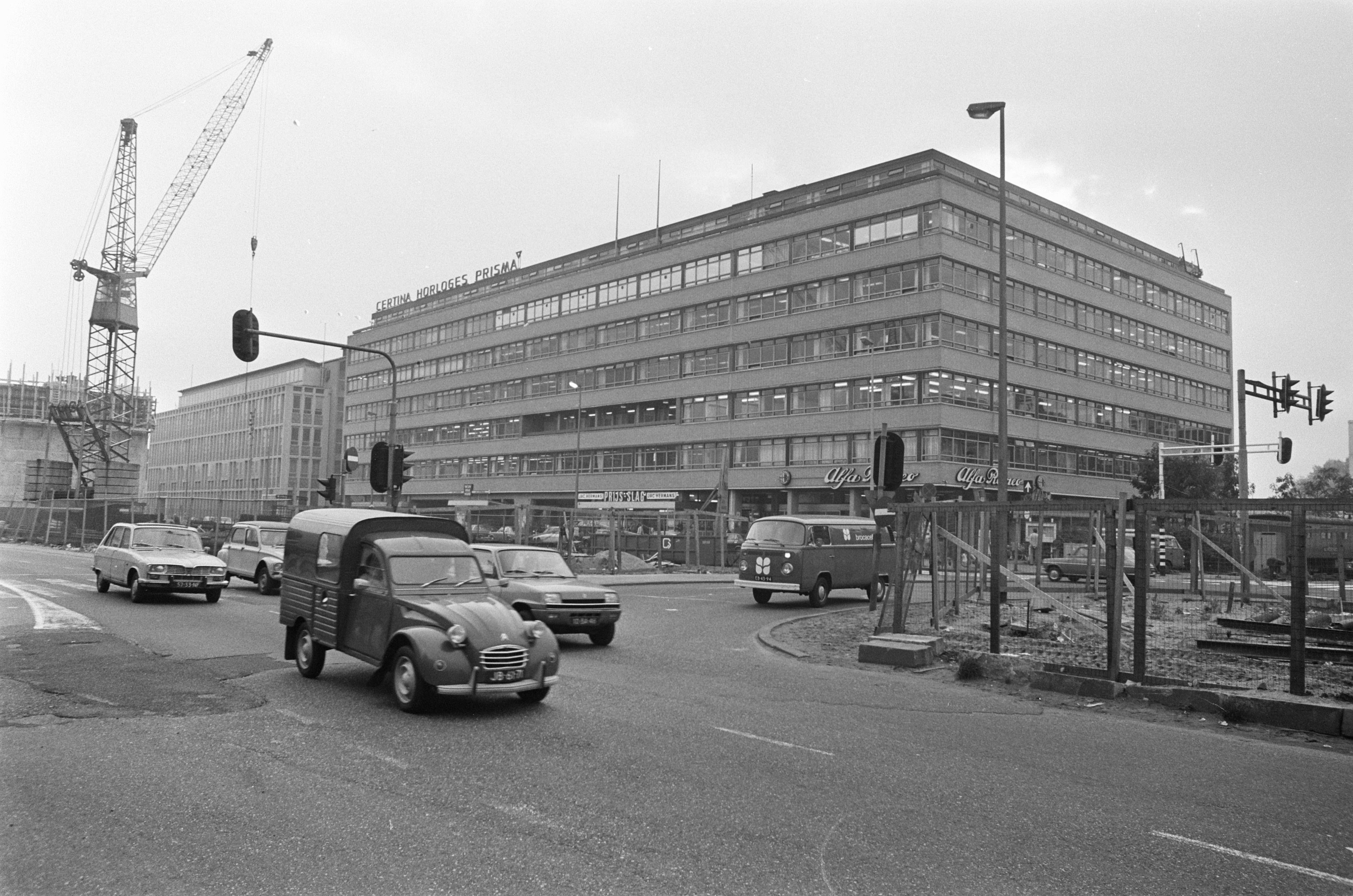
De Wibautstraat in 1974.

Wibautstraat 80-86, Eerste Oosterparkstraat 52 is een gebouw op de zuidwestelijke hoek van de Wibautstraat en de Eerste Oosterparkstraat in Amsterdam-Oost.
De architectuur van beide staten verschilt sinds de jaren zeventig aanmerkelijk. De oorspronkelijke bebouwing aan de Eerste Oosterparkstraat bevat voornamelijk woningen van rond 1900. Die bebouwing ging vervolgens verder de hoeken om in de Wibautstraat, al waren er ook terreinen voor bedrijven. In tijden van stadsvernieuwing in de jaren zeventig en tachtig werd er uitgebreid gesloopt en nieuwbouw geplaagd. De gebouwen op aangehaalde plaats gingen echter al vroeg in de jaren zestig tegen de vlakte voor een kantoorgebouw naar ontwerp van architect ingenieur Frits de Keukeleire in de bouwstijl Nieuwe Zakelijkheid. Het bood vanaf 1974 onderdak aan de Gemeentelijke Dienst Volkshuisvesting van de gemeente Amsterdam. Het gebouw was sober en sterk horizontaal georiënteerd door met name de raamrijen in combinatie met beton. Op de begane grond waren ook een meubeltoonzaal, een supermarkt (Prijs-Slag) en autodealer (Alfa Romeo) gevestigd, die laatste nog te herkennen aan luifel en kolommen in V-vorm. Tegenover het gebouw stond onder meer een viskraam. Het gebouw kreeg zeven bouwlagen boven een parkeergarage waarvan de bovenste een teruggetrokken gevel had. Later trok ROC Amsterdam in het gebouw, maar die centreerde haar activiteiten naar de kruising Wibautstraat, Mauritskade.
Ten tijde van oplevering was het één van de grootste gebouwen aan de Wibautstraat, waaraan nog steeds die bebouwing van rond 1900 de overhand had. Door de aanleg van de Metro van Amsterdam verdween veel van die bebouwing om plaats te maken voor grotere gebouwen; het gebouw ging steeds meer op in de omringende bebouwingen. Bij een bezuinigingsronde werd rond 1987 het gebouw afgestoten. Het Bureau Monumenten & Archeologie deelde het gebouw in bij Orde 3; hetgeen inhoudt dat alle wijzigingen zijn toegestaan mits binnen het bestemmingsplan. 
Eenzelfde gebouw van Keukeleire werd een aantal jaren later (1964) aan de Omval, Spaklerweg. Het bood jarenlang onderdak aan verzekeraar Delta Lloyd.

## 21ste eeuw
In de 21e eeuw was het gebouw aan een opknapbeurt toe, mede omdat de gemeente de periferie van de Wibautstraat zelf een ander aanzien gaf. De snelweg werd omgewerkt tot een soort boulevard. Gesteund door een projectontwikkelaar werd Penta Architecten uit Harlingen ingeschakeld om het gebouw een moderner uiterlijk te geven. Het gebouw werd gestript, alleen de betonconstructie bleef staan.  De teruggetrokken bovenste etage werd afgebroken en maakte plaats aan een twee verdiepingen tellende bovenbouw, die altijd te herkennen blijft. Ze werd afgescheiden van de bestaande bouw door een open reep. Ze kreeg echter ook ander bouwmateriaal; glas in gecoat staal. Penta zorgde ook verbinding met de buitenlucht. Een langs de opbouwlopende galerij zijn zwenkramen geplaatst die indien geopend het idee geven van een Frans balkon. De sterk horizontale belijning werd door de opbouw nog eens benadrukt, geholpen door de reep tussen oud- en nieuwbouw. Door de aanpassing lijkt het gebouw lichter dan voorheen.
De verbouw werd afgesloten door een dakterras (polderdak) op het dak aan te leggen passend bij de ontstane 162 appartementen. 1600 m² werd opgevuld door een terras en groenvoorzieningen. Voor de groenvoorzieningen werd een systeem bedacht dat regenwater na een stortbui kan vasthouden om hergebruikt te kunnen worden in tijdens van droogte.

## Tenaamstelling
Het huis stond vanaf 10 januari 1975 jarenlang bekend als het Jan Bommerhuis naar politicus Jan Bommer, nadat de gemeentelijke dienst er was ingetrokken. Een kleinzoon van Bommer onthulde een portret van Bommer. Na de renovatie van rond 2015 kreeg het de naam Floor, een verwijzing naar Floor Wibaut, naamgever van de straat.